# Qingshuihe (köping i Kina)
Qingshuihe (kinesiska: 清水河, 清水河镇) är en köping i Kina. Den ligger i provinsen Guizhou, i den sydvästra delen av landet, omkring 230 kilometer sydväst om provinshuvudstaden Guiyang. Antalet invånare är 24970. Befolkningen består av 11 230 kvinnor och 13 740 män. Barn under 15 år utgör 22,0 %, vuxna 15-64 år 68 %, och äldre över 65 år 8,0 %.